# 全民枪王
《全民枪王》是腾讯游戏旗下的第一人称射击游戏，对应Android和iOS平台；2015年运营，2019年结束运营。由光子工作室群耗资数千万元人民币研发。游戏的运行引擎是3D全景引擎。

## 游戏机制
游戏主打高度自由牌，玩家在游戏中可以自由移动、自由瞄准、自由攻击，游戏场景、武器模型和人物角色的细腻化也是该游戏的独到之处。
游戏存在大量影响游戏平衡的人民币枪械，运营后期学习《穿越火线：枪战王者》出英雄级武器，导致游戏的平衡性进一步失衡。
游戏存在大量外挂，官方对于外挂查处并不严格，游戏运营后期甚至对开挂者不闻不问。

## 运营
《全民枪王》由腾讯运营；2015年8月17日首次测试，同年11月10日开始不限号测试。
2017年，游戏就已经开始走下坡路，相比于巅峰时期的数百万名玩家，那時只剩下十几万名玩家在线。
2019年9月6日，由于吃鸡手游的兴起和同类型枪战手游的竞争，已经运行了四年的全民枪王停止运营。